# Corcelles-près-Payerne
Corcelles-près-Payerne – miejscowość i gmina (commune) w zachodniej Szwajcarii, w kantonie Vaud, w okręgu (district) Broye-Vully. Leży nad rzeką Arbogne.  

## Demografia
W Corcelles-près-Payerne mieszka 2715 osób. W 2021 roku 29,4% populacji gminy stanowiły osoby urodzone poza Szwajcarią. 

## Transport
Przez teren gminy przebiegają autostrada A1 oraz droga główna nr 1.